# スティーリー・ダン
スティーリー・ダン（英語: Steely Dan）は、アメリカ合衆国・ニューヨーク州ニューヨーク出身のロックバンド。主にドナルド・フェイゲンとウォルター・ベッカーによるデュオ体制で活動し、世界的な成功を収めた。2017年にベッカーが死去し、以降はフェイゲンのソロユニットとして継続している。
2000年度グラミー賞を3部門で受賞。2001年、ロックの殿堂入り。世界の作品の売り上げは4000万枚を超える。

## 概要
ラテン音楽やR&B/ソウル、ブルー・アイド・ソウルやジャズなど黒人音楽寄りで幅広く多様性を持った音楽性が特徴。ジャズ的な代理コードや意表をつくコード進行で曲にひねりを加え、著名なスタジオ・ミュージシャンを起用し高度なアンサンブルを構築。その独特なサウンドは、クロスオーバーや黒人音楽に関心を持つミュージシャンに、多大な影響を与えた。テクニカルな面が強調されがちだが、1950年代、60年代のジャズやR&Bが持つフィーリングを重視しており、ボブ・ディランに影響を受けた、ドナルド・フェイゲンの奇妙で難解な歌詞も特徴の一つとしてあげられる。

## 略歴

### スティーリー・ダン結成まで
ドナルド・フェイゲンとウォルター・ベッカーはニューヨークのバード・カレッジ在学中に知り合い、共同で曲作りを始める。カレッジ卒業後（ベッカーは中退）2人は作曲家として活動するが仕事には恵まれず、ジェイ&ジ・アメリカンズのバックミュージシャンなどで糊口を凌いでいた。この頃に作られたデモテープは、後に「ベッカー&フェイゲン」名義の作品集としてレコード、CD化されている。ようやくABCレコードのプロデューサーのゲイリー・カッツに才能を見出された2人はロサンゼルスに移住、バンドとしてレコード・デビューするために旧知のミュージシャンを呼び寄せ、スティーリー・ダンを結成した。バンド名は、ウィリアム・S・バロウズの小説『裸のランチ』に登場する男性器の張型「Steely Dan III from Yokohama」に由来する。
結成当初のメンバーは、ドナルド・フェイゲン（ボーカル、キーボード）、ウォルター・ベッカー（ベース）、デニー・ダイアス（ギター）、ジェフ・バクスター（ギター）、ジム・ホッダー（ドラム、ボーカル）、デイヴィッド・パーマー（ボーカル）。主なスタッフにゲイリー・カッツ（プロデューサー）、ロジャー・ニコルズ（エンジニア）。

### デビューから活動休止まで（1972年 - 1981年）
1972年、デビュー・アルバム『キャント・バイ・ア・スリル』発表、そこからシングル・カットされた「ドゥ・イット・アゲイン」は全米6位の大ヒットを記録した。
プロのミュージシャンとなればライブ活動は必要不可欠だが、本来作曲家としての活動を望んでいたベッカーとフェイゲンは肉体的にも精神的にも過酷なライブを嫌い、それがやがて他のメンバーとの軋轢を生む。また作品を追うごとに理想とするサウンドとメンバーの演奏力の差が明らかになると、彼等の感情を無視して外部のスタジオ・ミュージシャンを積極的に起用するようになり、バンドとしての一体感は失われていった。
1973年、2枚目のアルバム『エクスタシー』発表。
1974年、3枚目のアルバム『プレッツェル・ロジック』発表、そこからシングルカットされた「リキの電話番号（Rikki Don't Lose That Number)」は全米4位と、シングルとしては彼ら最大のヒットを記録した。しかしすでにこの頃はバンド形態は崩壊寸前状態で、パーマーは既に解雇され、同年にバクスターとホッダーも解雇され、ライブ活動は停止した。なお同年のライブではマイケル・マクドナルドジェフ・ポーカロがツアーメンバーとして参加している。
1975年、4枚目のアルバム『うそつきケイティ』を発表。
以降はスタジオ・レコーディングのみの活動に専念、トム・スコット、ラリー・カールトン、チャック・レイニー、バーナード・パーディー、スティーヴ・ガッドら主に、クロスオーバー系の腕利きミュージシャンを大勢起用するようになった。
1976年、5枚目のアルバム『幻想の摩天楼』を発表。ゴールドアルバムに選ばれチャート15位に入賞、ちなみにスティーリー・ダンのアルバム中、最もギターが多用された作品である。
1977年、6枚目のアルバム『彩（エイジャ）』発表、全米3位、200万枚を売り上げる大ヒットを記録した彼らの代表作である。同アルバムでは、東西の有名スタジオ・ミュージシャンを贅沢に起用していた。音楽評論家からも高い評価を受け、このアルバムはスティーリー・ダンの名声を決定的なものにした。なおデニー・ダイアスが本作を最後に正式にメンバーから外れ、スティーリー・ダンは名実共にベッカーとフェイゲンの2人だけのグループとなった。
1980年、7枚目のアルバム『ガウチョ』発表後、スティーリー・ダン、すなわちベッカーとフェイゲンのコンビは翌年に活動を停止する。『ガウチョ』もヒットを記録、高い評価を獲得したが、前作の評価があまりにも高かったゆえに制作時のプレッシャーは並々ならぬものがあった。フェイゲンやプロデューサーゲイリー・カッツの完璧主義は前作を超え、演奏に寸分の狂いも許さず、一方ベッカーは麻薬に溺れレコーディングどころではなくなっていた。前作に比べ、膨大な時間（2年半）と費用（日本円で1億円以上）がかさんだり、アルバムのメインとなるべき曲が思わぬミスで消されるなどのトラブルが頻発したが、完成度の高さは頂点を極めている。スティーリー・ダンはこのアルバムを区切りに、長い休止期に入る。

### ソロ活動〜再結成（1982年 - 2003年）
1982年、ドナルド・フェイゲンはソロ・アルバム『ナイトフライ』を発表。スティーリー・ダン時代のサウンドにさらに磨きをかけ、以前に劣らぬヒットと高い評価を獲得した。3M製32トラックのデジタル・マルチトラックレコーダーを使用した音響面のクオリティの高さも絶賛され、一時期はPAエンジニアのサウンド・チェックの定番となっていたほど「音のいいアルバム」といわれていた。
一方のウォルター・ベッカーは麻薬中毒から脱するためにハワイ・マウイ島に移住。1985年にチャイナ・クライシスのプロデューサーとして音楽界に復帰した。その後、フェイゲン、ベッカーともに目立った活動をすることはなかった。
1993年、フェイゲンのソロ・アルバム『カマキリアド』をベッカーがプロデュースしたことをきっかけに2人での活動を再開する。そして同年に「スティーリー・ダン・フィーチャリング・ウォルター・ベッカー&ドナルド・フェイゲン」名義でライブツアーを開始、翌年には初来日も果たした。このツアーの模様は公式のライブ盤『アライヴ・イン・アメリカ』として発売されている。
1996年、再び世界ツアーを行ない、同年に発表したベッカーのソロ・アルバム『11の心象（11 Tracks Of Whack)』をフェイゲンがプロデュースしている。
2000年、スティーリー・ダン名義としては『ガウチョ』以来20年ぶりとなる8枚目のスタジオ・レコーディング・アルバム『トゥー・アゲインスト・ネイチャー』を発表。全米6位の大ヒットを記録し、同年のグラミー賞では最優秀アルバムをはじめ4部門を獲得した。
2001年、「ロックの殿堂」入りを果たした。
2003年、9枚目のアルバム『エヴリシング・マスト・ゴー』発表。
同年、アルバム『彩（エイジャ）』がグラミーの殿堂入りを果たしている。

### ベッカーの死去（2017年）
2017年9月3日、ウォルター・ベッカーの死去が、ベッカーのオフィシャルサイト上で発表された。67歳没。当初死因等の詳細は発表されていなかったが、11月16日にベッカーの妻デリアにより、死因については急激な進行の食道癌であったことが公表された。癌は毎年受けていた健康診断で発見され、化学療法による治療を行っていたものの、進行が早く発見から4ヶ月も経たないうちに死去したという。ドナルド・フェイゲンは追悼声明で、大学時代からの長年の友人でありバンドメイトでもあったベッカーを回想するとともに、スティーリー・ダンとして作り上げてきた音楽を、自分ができうる限り続けていきたいと語った。

### フェイゲン単独体制〜以降（2017年 - 現在）
ベッカー死去の翌週から、意向の通りバンド活動を継続。ベッカー亡き後初のツアーは10月13日、オクラホマ州タッカービル公演からスタートし、「ドゥービー・ブラザーズ」とのジョイントライブをイギリスで3公演開催する事を発表した。
2019年秋、過去の名作『幻想の摩天楼』『彩（エイジャ）』『ガウチョ』『ナイトフライ』のアルバム全曲を再現する日替り企画を、秋の米東海岸ツアーにて実施。

## メンバー

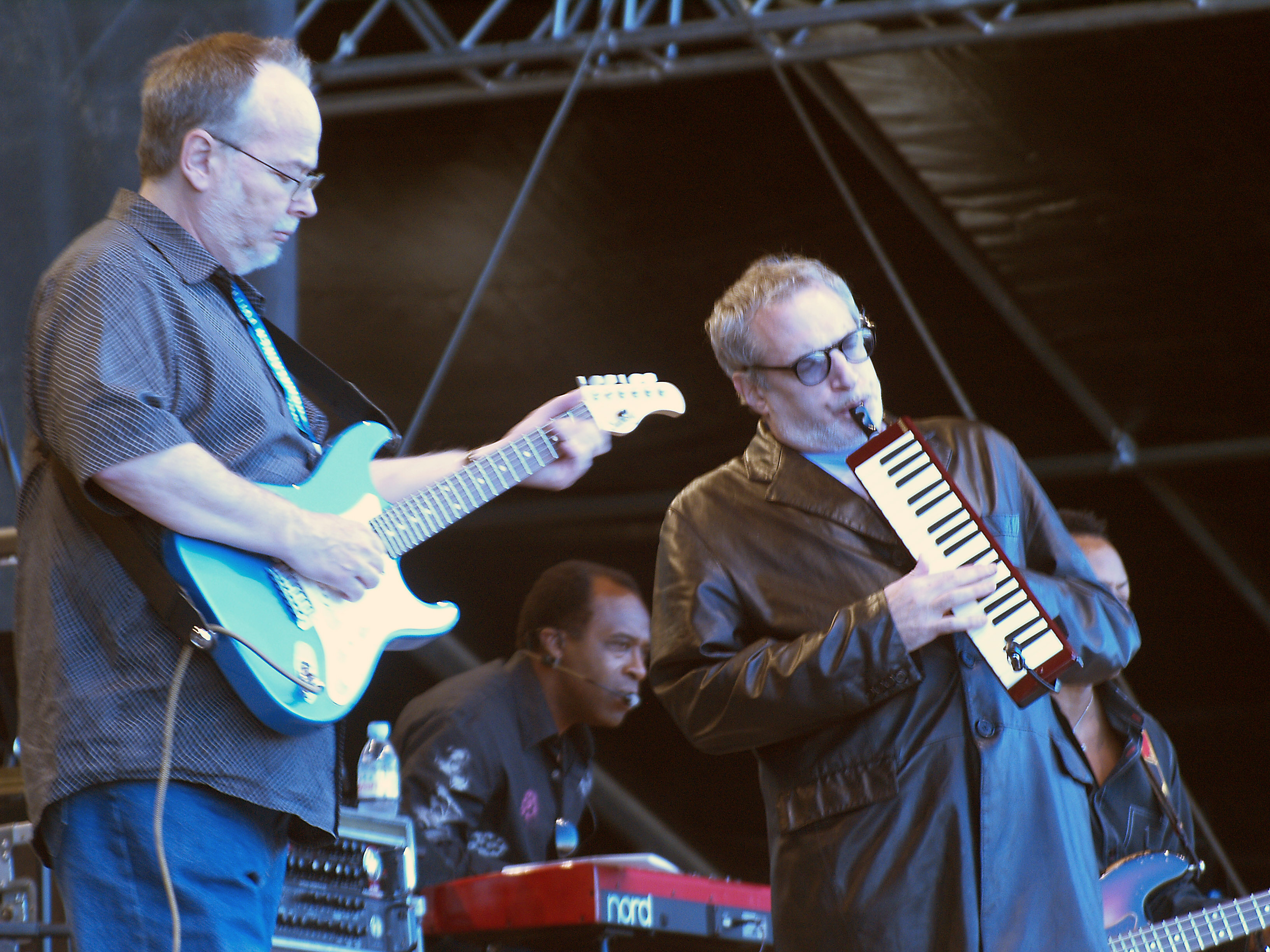
ベッカー&フェイゲン (2007年)

### 主要ラインナップ
- ドナルド・フェイゲン (Donald Fagen) – ボーカル、キーボード (1972年–1981年、1993年– )
- ウォルター・ベッカー (Walter Becker) – ギター、ボーカル (1972年–1981年、1993年–2017年) ※2017年死去。殿堂入りメンバー

### 旧メンバー
- ジェフ・バクスター (Jeff "Skunk" Baxter) – ギター (1972年–1974年)
- デニー・ディアス (Denny Dias) – ギター (1972年–1974年)
- ジム・ホダー (Jim Hodder) – ドラムス、ボーカル (1972年–1974年) ※1990年死去。
- デヴィッド・パーマー (David Palmer) – ボーカル (1972年–1973年)
- ロイス・ジョーンズ (Royce Jones) – ボーカル (1973年、1974年)
- マイケル・マクドナルド (Michael McDonald) – キーボード (1974年)
- ジェフ・ポーカロ (Jeff Porcaro) – ドラムス (1974年) ※1992年死去。

#### 旧メンバー降板の経緯
当初、フェイゲンは自分がボーカルを取ることをとても嫌がっていた。自分の声域が狭く理想的な声質でない、大学までボーカルなんてやったこともなかった、あがり症なのでライブなどではMCもこなさければいけないことが不安、という理由だった。そのため、ボーカリストをいつも探していた。一方、プロデューサーのゲイリー・カッツら周囲の人間は、フェイゲンのボーカルを気に入り強く勧めていた。デイヴィッド・パーマーをボーカリストとして迎え入れ数曲演奏したが、やはりフェイゲンが歌ったほうがいい、ということになり、彼がリードボーカリストに決まった。
3rdアルバムの頃からは、演奏者にもより高いレベルの演奏を要求するようになったため、より高度な技術を持つスタジオミュージシャンを招聘して演奏させることが多くなり、オリジナル・メンバーの出番が少なくなっていった。それはフェイゲンとベッカーにも当てはまり、2人も演奏に参加しない曲も増えていた。ツアーもやめることで、2人以外のメンバーの仕事は余計なくなっていった。ただし2人は他のメンバーを直ぐには解雇せず、アルバムでほとんど演奏していないメンバーに対しても、その後の活動の準備が整った段階で自ら脱退を決めてもらうようにしていた。

## ディスコグラフィ

### スタジオ・アルバム
- 『キャント・バイ・ア・スリル』 - Can't Buy A Thrill (1972年) ※US #17
- 『エクスタシー』 - Countdown To Ecstasy (1973年) ※US #35
- 『プレッツェル・ロジック』 - Pretzel Logic (1974年) ※US #8 旧邦題『プリッツェル・ロジック (さわやか革命)』
- 『うそつきケイティ』 - Katy Lied (1975年) ※US #13
- 『幻想の摩天楼』 - The Royal Scam (1976年) ※US #15
- 『彩（エイジャ）』 - Aja (1977年) ※US #3
- 『ガウチョ』 - Gaucho (1980年) ※US #9
- 『トゥー・アゲインスト・ネイチャー』 - Two Against Nature (2000年) ※US #6
- 『エヴリシング・マスト・ゴー』 - Everything Must Go (2003年) ※US #9

### ライブ・アルバム
- 『アライヴ・イン・アメリカ』 - Alive in America (Giant, 1995年) ※1994年8月～9月録音、US #40
- Two Against Nature - Steely Dan's Plush TV Jazz-Rock Party In Sensuous Surround Sound (2000年) ※VHS,DVD-Video
- 『ノースイースト・コリドー：スティーリー・ダン・ライヴ！』 （Universal Music, 2021年)

### コンピレーション・アルバム
- 『グレイテスト・ヒッツ』 - Greatest Hits (1978年) ※US #30
- 『スティーリー・ダン』 - Steely Dan (1978年) ※日本のみベスト盤
- 『ゴールド』 - Gold (1982年) ※US #115
- 『ザ・ベスト・オブ・スティーリー・ダン』 - A Decade of Steely Dan (1985年)
- 『ザ・ベリー・ベスト・オブ・スティーリー・ダン』 - The Very Best of Steely Dan: Reelin' In the Years (1985年)
- 『リマスタード・ザ・ベスト・オブ・スティーリー・ダン - ゼン・アンド・ナウ』 - Remastered: The Best of Steely Dan – Then and Now (1993年)
- 『シチズン スティーリー・ダンBOX』 - Citizen Steely Dan (1993年)
- 『ショウビズ・キッズ : ザ・スティーリー・ダン・ストーリー』 - Showbiz Kids: The Steely Dan Story, 1972–1980 (2000年)
- 『ベリー・ベスト・オブ・スティーリー・ダン』 - Steely Dan: The Definitive Collection (2006年) ※US #92
- 20th Century Masters – The Millennium Collection:The Best of Steely Dan (2007年)

### シングル
1972年
- "Dallas" / "Sail The Waterway"

1973年
- "Do It Again" (US #6) / "Fire In The Hole"
- "Reelin' In The Years" (US #11) / "Only A Fool Would Say That"
- "Show Biz Kids" (US #61) / "Razor Boy"
- "My Old School" (US #63) / "Pearl Of The Quater"

1974年
- "Rikki Don't Lose That Number（英語版）" (US #4) / "Any Major Dude Will Tell You"
- "Pretzel Logic" (US #57) / "Through With Buzz"

1975年
- "Black Friday" (US #37) / "Throw Back The Little Ones"
- "Bad Sneakers" (US #--) / "Chain Lightning"

1976年
- "Kid Charlemagne" (US #82) / "Green Earrings"
- "The Fez" (US #59) / "Sign In Stranger"

1977年
- "Peg" (US #11) / "I Got The News"

1978年
- "Deacon Blues" (US #19) / "Home At Last"
- "FM (No Static At All)" (US #22) / "(reprise)"
- "Josie" (US #26) / "Black Cow"

1980年
- "Hey Nineteen" (US #10) / "Bodhisative [Live]"

1981年
- "Time Out Of Mind" (US #22) / "Bodhisative [Live]"

2000年
- "Cousin Depree" / "[Album Version]"

※アルバムチャート順位は「Billboard 200」、シングルチャート順位は「Billboard Hot 100」より。

### スティーリー・ダンとしてデビューする前の作品
- Walter Becker & Donald Fagen名義のデモ曲集（タイトル、収録曲とも様々な盤がある）
- You Gotta Walk It Like You Talk It （1971年、自主制作映画のサントラ盤）

### 映像作品
- 『彩（エイジャ）』 （アルバム『彩（エイジャ）』の制作ドキュメンタリー）
- 『シークレット・ライブ・イン・NY』 （『トゥー・アゲインスト・ネイチャー』発売直前に行なわれたプロモーションライブの映像）

※ドナルド・フェイゲンおよびウォルター・ベッカーのソロ・アルバムについてはそれぞれの項目を参照。

## 日本公演
- 1994年

4月15日 大阪城ホール、16日 名古屋市民会館、17日 東京ベイNKホール、19日,20日,21日 国立代々木競技場第一体育館、23日,24日 福岡市民会館
- 1996年

10月8日、9日 日本武道館、11日 福岡サンパレス、12日 名古屋センチェリーホール、13日 大阪城ホール
- 2000年

5月14日、15日 東京国際フォーラムホールA、16日 グランキューブ大阪、18日 愛知県勤労会館、19日 メルパルクホール福岡
- 2007年

8月18日、19日、20日、22日、23日、24日 Billboard Live TOKYO
8月26日、27日、28日、30日、31日、9月1日 Billboard Live OSAKA
9月3日、4日、5日 Billboard Live FUKUOKA